# Naastveld
Naastveld is een gehucht in de Belgische stad Lokeren.

## Geschiedenis
Naastveld ontstond als een kleine nederzetting met een beperkt aantal boerderijen tussen Bokslaar en Heiende, in de buurt van het centrum van Lokeren. Op de Ferrariskaart uit 1777 wordt het gehucht aangeduid als "Naestveldt". Later komen ook varianten voor, zoals "Naestveld" en "Naistveld". Met de uitbreiding van het stadscentrum in de 20e eeuw groeiden nabijgelegen gehuchten naar elkaar toe. Zo werd Naastveld, samen met Bokslaar en Spoele, onderdeel van het stadsdeel Lokeren-Zuid.

## Ligging
Naastveld bevindt zich in Lokeren-Zuid, een stadsdeel van de Belgische stad Lokeren. Het gehucht is gelegen langs een verbindingsweg tussen het dorp Heiende en de stad Lokeren.

Deelgemeenten: Daknam · Eksaarde · Lokeren · Moerbeke

Dorpen: Doorslaar · Heiende · Koewacht · Kruisstraat · Oudenbos

Gehuchten: Brandbezen · Bautschoot · Briel · Calaigne · Caudenborm · De Katte · Den Oever · Duivekeet · Eksaardedam · Everslaar · Fortuine · Ganzendries · Lammeken · Heydensveer · Hillare · Hul · Keerken · Keersmakers · Molenhoek · Molsbergen · Naastveld ·  Nieuwpoort · Oosteindeke · Pereboom · Rijssel · Rode Sluis · Scheepken · Staakte · Stenenbrug · Terwest · Turfakkers · Veldeken · Vogelzang · Vossel · Werkstede · Westhoek · Zeveneekskens · Zwarte Sluis

Wijken: Bergendries · Bokslaar · Bloemenwijk · De Kop · Flamigantenwijk · Ledehof · Heirbrug · Lokeren-Zuid · Puttenen · Rozen · Schrijverswijk · Spoele · Stationswijk · Vogelkwijk

Buurten: Kouter · Oude Brug · 't Zand

Belgische gemeenten · Arrondissement Sint-Niklaas · Oost-Vlaanderen · Vlaanderen